# ジフェニル水銀
ジフェニル水銀（ジフェニルすいぎん、英: Diphenylmercury）は化学式C12H10Hgで表される有機水銀化合物の一種で、外見は無色の結晶である。他の有機水銀化合物の多くと同様、直線状の分子構造をとる。

## 生成
塩化水銀(II)と、エタノールに溶いたメチルトリフェニルスズを2:1のモル比で反応させることにより得られる。また、亜スズ酸ナトリウムの存在下で、酢酸フェニル水銀とベンゼンとを反応させることにより製造できる。ハロゲン化水銀と臭化フェニルマグネシウム、ブロモベンゼンとナトリウムアマルガムとの反応によっても得られる。